# Gelu Păteanu
Gelu Păteanu, névváltozatai: Gelu Perian, Gelu Păteanu-Perian (Kolozsvár, 1925. június 3. – Budapest, 1995. március 25.) román műfordító, szerkesztő, író. Magyar barátai Gyalunak becézték.

## Életpályája
1952-ben kényszermunkatáborba a Duna-csatornához vitték. Utána műfordítóként tevékenykedett, magyarból fordított románra. A hetvenes évek elején alakult bukaresti hetilapnál, A Hétnél talált szellemi otthonra, ahol 1970-től 1979-ig dolgozott.
A román állambiztonság nem nézte jó szemmel a tevékenységét, követték, házkutatásokkal zaklatták, irodalmi tevékenységét gátolták. Kényszerűségből a székelyföldi Énlakára, majd Etédre költözött, ahol tizenegy évig élt.  
1990-ben beszédet mondott magyar nyelven az első szabad fehéregyházi március 15-ei ünnepségen. Marosvásárhely fekete márciusa idején halálosan megfenyegették. A román szélsőséges szervezetek zaklatni és üldözni kezdték, ezek elől menekülve, áttelepedett Budapestre. Élete utolsó éveiben csak magyarul írt. Tanított az Eötvös Loránd Tudományegyetem Bölcsészettudományi Kar Román Filológiai Tanszékén, illetve a Miskolci Egyetem Kulturális és Vizuális Antropológiai Tanszékén.
A Farkasréti temetőben nyugszik, sírjára 1998-ban a Budapesti Székely Kör, a Magyar Írószövetség és a Budaörsi Székely Kör kopjafát állított.

## Munkássága
Magyarról fordított románra, de fordítva is, az erdélyi magyar költők és írók majdnem mindegyikétől. Saját bevallása szerint a műfordítást örömmel végeze. Eredeti magyar műveket (többnyire verseket) is alkotott. Arany János Toldi-fordítása 2018-ban jelent meg, posztumusz.

### Művei
- Levelek a Fekete Madonnához; Ablak, Székelyudvarhely, 1997 (magyar nyelven írott versek)

### Fordításaiból
- Eötvös József: Notarul satului (A falu jegyzője), 1960
- Karinthy Frigyes: Călătorie în jurul craniului meu (Utazás a koponyám körül), 1964
- Németh László: Repulsie (Iszony), 1968
- Mikes Kelemen: Scrisori din Turcia (Törökországi levelek), 1980
- Imreh István: Viaţa cotidiană la secui: 1750–1850 (Erdélyi hétköznapok 1750–1850. Társadalom- és gazdaságtörténeti írások a bomló feudalizmus időszakáról), 1982
- Arany János: Toldi; román-magyar kiad.; Magyar Pen Club–Antropocentrum Kulturális Egyesület, Budapest–Gyergyóalfalu, 2018

## Díjai
- Magyarországi Református Alapítvány nagydíja, 1991
- Tőkés László-díj, 1991